# Église Saint-Boniface de Wiesbaden
L'église Saint-Boniface (en allemand : Bonifatiuskirche) est l'église catholique principale de Wiesbaden dans le Land de Hesse. Elle est située sur la place Louise (Luisenplatz) qu'elle surplombe de ses deux tours de 68 mètres de haut. L'église a été construite dans le style néogothique par Philipp Hoffmann entre 1844 et 1849.

## Histoire
L'église la plus ancienne de Wiesbaden, construite entre 1488 et 1521, était consacrée à saint Maurice. Elle se trouvait sur la place du même nom. Après la Réforme protestante, elle devint luthérienne, mais disparut dans un incendie en 1850. Une nouvelle paroisse catholique se forme en 1800 et se voue à saint Maurice. Elle se réunit dans une salle d'auberge, et la nécessité de construire une église catholique se fait de plus en plus pressante au cours des années. Une première église Saint-Boniface de style néo-classique est consacrée en 1831. Finalement une seconde église est construite à partir de 1844 et consacrée le 19 juin 1849 au même saint Boniface, évangélisateur des Germains, par l'évêque de Limbourg, Mgr Peter Josef Blum qui sera condamné à l'exil plus tard, pendant le Kulturkampf. Elle a la forme d'une église-halle à trois nefs sur un plan en croix latine. Elle est en grès rouge et mesure 62 mètres de long pour 24 mètres de large et sa nef principale mesure 18 mètres de haut. 
Saint-Boniface a été gravement endommagée à la fin de la Seconde Guerre mondiale. Tous les vitraux et le toit furent détruits par le bombardement du 2 février 1945. Les années de restauration ont été longues, jusqu'en 1949 pour le principal et jusqu'en 1965 pour le reste (surtout les voûtes).